# GPRA (protéine)
Pour les articles homonymes, voir GPRA.
Le récepteur couplé à une protéine G lié à la susceptibilité à l’asthme (en anglais G protein-coupled receptor for asthma susceptibility, usuellement abrégé en GPRA) est une protéine retrouvée dans l’épithélium de beaucoup d’organes.

## Description
La GPRA est une protéine faisant partie de la famille des récepteurs couplés à une protéine G (GPCRs). Cette famille est divisée en 4 classes (A,B,C et F/S), en fonction des séquences partagées entre les récepteurs. La GPRA appartient à la classe A, car elle possède un résidu de 14 acides aminés caractéristiques de cette classe de récepteurs.
Étant donné que le récepteur de la vasopressine présente le plus grand taux d’homologie (27 %) avec la GPRA, certains classent cette dernière dans la sous-famille des récepteurs comme la vasopressine (vasopressin receptor-like receptors). Cette protéine possède 2 principales isoformes : l’isoforme A (GPRA-A) et l’isoforme B (GPRA-B). Elles ont respectivement une taille de 371 et 377 acides aminés. Ces deux isoformes possèdent chacun 7 domaines transmembranaires qui sont également caractéristiques de tous les récepteurs couplés à une protéine G. De plus, il y a 5 autres isoformes qui ont été identifiés. La plus petite d’entre elles est l’isoforme C, qui est une protéine de 94 acides aminés. Ensuite, la taille de GPRA-D est de 158 acides aminés, celle de GPRA-E est de 136 acides aminés et celle de la GPRA-F est de 305 acides aminés. Il y a également la GPRA-Bcourte qui a 366 acides aminés. On peut remarquer qu’il y a une délétion de 11 acides aminés entre la forme longue et courte de la GPRA-B.
Cette protéine provient du chromosome 7 chez l’humain et, plus précisément, des locus p14-p15. Elle est codée par le seul gène codant de ce segment de chromosome, c’est-à-dire le gène GPRA154. Les différentes isoformes de la GPRA produites par ce gène sont la conséquence d’une différence d’épissage de l’ARNm. En fait, pour la GPRA-A et la GPRA-B, c’est l’utilisation de différents exons codant les bouts carboxy-terminaux intracellulaires qui créent la différence entre les deux formes.  Dans le cas des formes tronquées, la GPRA-C possède uniquement 3 exons, tandis que la GPRA-D présente une délétion de l’exon 3. Pour sa part, la GPRA-E ne possède pas l’exon 4. Dans ces deux derniers cas, ces délétions ont pour conséquence l’apparition hâtive d’un codon stop.  Pour la GPRA-F, il manque les exons 3 et 4, mais le reste des exons de la GPRA-A demeurent.

## Localisation
Dans la cellule, il n’y a que la GPRA-A et la GPRA-B longue qui réussissent à s’intégrer dans la membrane cytoplasmique pour devenir des récepteurs. Les autres isoformes restent dans le cytoplasme et ne l’atteindront jamais. Il faut préciser que la présence des isoformes tronquées n’affecte pas du tout la translocation de la GPRA-A et de la GPRA-B. 
La GPRA est exprimée dans beaucoup de tissus. En effet, elle est exprimée dans toutes les cellules épithéliales qui sont reliées, de près ou de loin, à l’asthme et aux allergies. On la retrouve donc dans les bronches, dans le tube digestif (œsophage, estomac, intestin grêle et colon) ainsi que dans la peau. On l’a également observée dans les cellules épithéliales de la sous-muqueuse de la rate, des reins, de la prostate et des seins. Quelques épithéliums glandulaires, comme les glandes salivaires, contiennent également la GPRA. Les cellules des muscles lisses des bronches et des artères en renferment aussi. L’expression de la GPRA est très élevée dans le cerveau. 

## Fonctionnement de la protéine
Tout d’abord, le ligand de la GPRA-A est le neuropeptide S (NPS). Ce dernier est un fragment de 20 acides aminés provenant de la partie C-terminale d’un précurseur d’un polypeptide. Ce neuropeptide est retrouvé dans la plupart des endroits où la GPRA est exprimée. La liaison du NPS sur la GPRA induit une augmentation de l’AMPcyclique et du calcium à l’intérieur de la cellule. En fait, lorsque le NPS se lie à la GPRA, la sous-unité alpha de la protéine G va se détacher et aller se fixer sur une adénylate cyclase. Cette dernière va transformer de l’ATP en AMPc qui va, par la suite, activer des protéines kinases. Des récepteurs ioniques du réticulum endoplasmique seront, pendant ce processus, activés, ce qui provoquera la sortie de calcium dans le cytoplasme. Certaines études tendent également à démontrer que l’activation de la GPRA pourrait être autocrine ou paracrine. 
Le mécanisme d’action spécifique de la GPRA n’est pas encore connu. Cependant, après plusieurs expérimentations, il a été possible d’observer l’effet de l’expression de la GPRA-A sur la croissance cellulaire. En effet, les cellules contenant cette isoforme croissent plus lentement que les cellules ne l’exprimant pas. Par contre, l’expression de la GPRA-B n’influence pas la croissance cellulaire et le rôle précis de cette isoforme n’est pas encore déterminé.

## GPRA et asthme
L’asthme est une maladie chronique inflammatoire des voies respiratoires qui se caractérise par de la bronchoconstriction, de l’hypersécrétion de mucus ainsi que par l’inflammation de l’épithélium bronchique. Il se manifeste généralement par une dyspnée sifflante, de la toux et de l’essoufflement. Cette maladie est souvent associée à des allergies. Cependant, la cause précise n’est pas connue, car l’asthme est le résultat de plusieurs facteurs acquis et environnementaux combinés. Cette affection respiratoire touche des personnes de tous les âges, mais elle apparaît principalement durant l’enfance. L’asthme touche de 100 à 150 millions de personnes partout dans le monde et serait responsable de 18 000 décès par an. 
Lors d’une crise, il y a une constriction des muscles lisses ainsi que de l’inflammation à la surface des bronches qui provoquent un rétrécissement des voies respiratoires. L’air passe donc difficilement, ce qui explique la sensation d’oppression dans le thorax et le sifflement entendue à l’expiration. Par ailleurs, les populations asthmatiques étudiées ont révélé que plusieurs gènes seraient impliqués dans cette maladie, notamment l’ADAM-33, PHF11, DPP10 et HLA-G. Il y a évidemment aussi le gène GPRA154 qui a été découvert récemment. Ce gène est associé à l’asthme et à un haut taux d’IgE dans le sang. Il est retrouvé principalement dans la population finlandaise et québécoise. Ce gène de 133 kb contient sept haplotypes différents dont les allèles sont modifiés selon des polymorphismes d’un seul nucléotide (single nucleotide polymorphism (SNP)). L’asthme et l’augmentation d’IgE sérique sont associés à quatre de ces haplotypes. Dans une des études réalisées sur le sujet, il a été possible d’identifier un de ces SNP qui modifient la structure primaire du gène en substituant l’isoleucine pour une asparagine à la position 107 de la protéine. De plus, une expression aberrante de l’ARNmessager et de la GPRA a été observée dans les cellules épithéliales des bronches des personnes asthmatiques. 
Le rôle précis de la GPRA dans cette affection n’est pas encore bien compris. Cependant, il est certain que l’expression augmentée de la protéine dans les tissus atteints suggère une implication de celle-ci dans la maladie. De plus, l’asthme doit être influencé par le fait que la GPRA-A inhibe la croissance cellulaire des tissus où elle est exprimée. Cependant, le fait que la GPRA soit un récepteur couplé à une protéine G est très intéressant pour le côté thérapeutique de l’asthme. En effet, les GPCRs sont souvent la cible de médicaments. Pour traiter l’asthme, les médicaments tels les bronchodilatateurs et les antihistaminiques agissent sur les GPCRs comme, par exemple, les récepteurs β2-adrénergique et les récepteurs muscariniques. Cette nouvelle protéine pourrait donc être dans le futur une cible pour les médicaments soignant l’asthme.
Enfin, étant donné que l’asthme est une affection qui est génétique, mais également grandement influencée par divers facteurs environnementaux, les recherches futures sont orientées pour comprendre l’interaction qui a lieu entre les gènes et l’environnement. De plus, les rôles et les mécanismes d’action précis de cette protéine ne sont pas encore bien compris, c’est pourquoi plusieurs recherches vont actuellement dans ces directions.   

## Identité de la GPRA dans des banques de données
Entrez protein : 
- Isoforme A : AAQ76966
- Isoforme B longue : AAQ76967
- Isoforme B courte : AAQ76968
- Isoforme C : AAQ76969
- Isoforme D : AAQ76970
- Isoforme E : AAQ76971
- Isoforme F : AAQ76972

Structure : 1JFP_A
RefSeq :
- Isoforme A : NP_997055
- Isoforme B : NP_997056

OMIM : 608595 	